# Liste der Einträge im National Register of Historic Places im Los Angeles County
Die Liste der Einträge im National Register of Historic Places in Los Angeles County soll alle Einträge enthalten, die in das National Register of Historic Places im Los Angeles County aufgeführt sind.
Sie ist auf folgende Listen aufgeteilt:
- Liste der Einträge im National Register of Historic Places in Los Angeles City
- Liste der Einträge im National Register of Historic Places in Pasadena
- Liste der Einträge im National Register of Historic Places im Los Angeles County (Sonstige)